# Дурага (Леко)
Дурага је насеље у Италији у округу Леко, региону Ломбардија.
Према процени из 2011. у насељу је живело 9 становника. Насеље се налази на надморској висини од 303 м.